# جيمس كانتور
جيمس إم. كانتور (بالإنجليزية: James Cantor)‏ (من مواليد 2 يناير 1966) هو عالم نفس سريري كندي ومختص في علم الجنس، متخصّص في فرط النشاط الجنسية والاهتمامات الجنسية غير النمطية. وهو محرّر سابق في مجلّة «الاعتداء الجنسي» وخبير في الشذوذ الجنسي (بارافيليا). وقد استُشهد ببحثه في العلوم العصبية حول الاختلافات الدماغية لدى المتحرشين جنسيًا بالأطفال كدليلٍ يثبت أن الاعتداء الجنسي على الأطفال أمرٌ لا يمكن تغييره وأنه من المحتمل أن يكون خلقيًّا.
كانتور أستاذ مشارك في قسم الطب النفسي بكلية الطب بجامعة تورنتو ورئيس قسم أبحاث القانون والصحّة العقلية بمركز الإدمان والصحّة العقلية. وهو رئيس التحرير السابق لمجلة «الاعتداء الجنسي: مجلّة البحوث والعلاج»، وعضو مجلس تحرير «مجلّة الاعتداء الجنسي»، و«مجلّة أبحاث الجنس»، و«سجلات السلوك الجنسي».

## التعليم والحياة الشخصية
نشأ كانتور في لونغ آيلاند التابعة لولاية نيويورك ودرس في معهد رينسيلار للفنون التطبيقية، متخصصاً في علوم الحاسوب إلى جانب مواد إضافية في الرياضيات والفيزياء. خلال دراسته في معهد رينسيلار للفنون التطبيقية (RPI)، كان كانتور مستشارًا مُقيمًا في مساكن الطلبة، حيث قدّم مشورة الأقران للطلاب الذين يعالجون القضايا الأكاديمية أو الشخصية. «لقد وجدت أن تلك الأنشطة كانت الأهمّ في يومي أكثر من نشاطات التكنولوجيا التي كنت أنخرط بها». قرّر السعي لنيل الدكتوراه في علم النفس في جامعة مكغيل، حيث وجد شغفه البحثي: الأسس العصبية للسلوك الجنسي.
حصل على درجة الماجستير في علم النفس من جامعة بوسطن وشهادة الدكتوراه في علم النفس السريري من جامعة مكغيل، وكانت أطروحته عن «إبطال العجز الجنسي الناجم عن الفلوكسيتين المستحث لدى الفئران الذكور». أكمل تدريب ما بعد الدكتوراه في بمركز الإدمان والصحّة العقلية (CAMH)، حيث واصل العمل كجزء من الطاقم.
ألقى كانتور خطابًا تحدّث فيه عن تجربته الشخصية كطالب دراساتٍ عليا مثلي في المؤتمر السنوي لجمعية علم النفس الأمريكية (APA) الذي انعقد في عام 1991.

## الأبحاث
تُركّز أبحاث كانتور على تطور الاهتمامات الجنسية، بما في ذلك الميول الجنسية والشذوذ الجنسي (البارافيليا). وقد نشر على إدمان الجنس، والهويّات الجنسية غير النمطية، بما في ذلك المازوخية، والولع بالفراء، والولع بالبلع، وغيرها.
باستخدام التصوير بالرنين المغنطيسي لفحص أدمغة الذكور المتحرّشين جنسيًا بالأطفال، أفاد كانتور بوجود اختلافاتٍ بيولوجية عن أدمغة المتحرّشين الذين لا يتحرشون الأطفال. كما وجد انخفاضًا كبيرًا في كمية المادة البيضاء في أدمغة المتحرشين بالأطفال مقارنةً بأفراد مجموعة التحكم، بالإضافة إلى انخفاض معدل الذكاء، وطولٍ أقصر من المتوسّط. جرى تفسير ذلك على أنه يشير إلى وجود صلة مع التطوّر المبكر للدماغ. ومع ذلك، يصرّ كانتور على أن هذه النتائج لا تعني ضمناً أنه لا ينبغي اعتبار المتحرشين بالأطفال جنسيًا غير مسؤولين قانونًا عن أفعالهم. تعتبر للورا كين، التي تكتب في صحيفة تورنتو ستار، أن عمل كانتور «قد أثّر تأثيرًا كبيرًا على وجهة نظر الباحثين بأن التحرّش الجنسي بالأطفال له أساس بيولوجي».
يعدّ كانتور أحد مؤلفي بحثٍ نُشر عام 2008 من إعداد راي بلانشارد، والتي صاغت اقتراح الدليل التشخيصي والإحصائي للاضطرابات النفسية (الطبعة الخامسة) (DSM-5) باستبدال اضطراب شهوة الأطفال المقتبلين على البلوغ بتشخيص التحرش الجنسي للأطفال، مضيفًا شهوة المراهقين كجزء من تعريف هذا الاضطراب ولكن في نفس الوقت ميّزه في ثلاثة أنواع فرعية: نوع مُولع بالأطفال جنسيًا (ينجذب إلى الأطفال الذين تقل أعمارهم عن 11)، ومُشتهي المراهقين (ينجذب للأطفال الذين تتراوح أعمارهم بين 11 و14)، ونوع مُشتهي الأطفال المقتبلين على البلوغ (ينجذب إلى كلتا الفئتين العمريتين المذكورتين). الحجّة الرئيسية في الدراسة الخاصة بهذه الإضافة هي أن تعريف DSM-IV-TR (الدليل التشخيصي والإحصائي للاضطرابات النفسية-الطبعة الرابعة-تنقيح النص) للتحرّش الجنسي بالأطفال لا يكفي لتغطية الانجذاب إلى «الأشخاص غير الناضجين جسديًا». انتقد ريتشارد غرين وكارين فرانكلين الاقتراح بالارتكاز على أساس أنه يُمرض سلوكًا تناسليًا صالحًا من أجل دعم المعايير الاجتماعية والقانونية الحالية. ولم يُضف إلى DSM-5.
تشير أبحاث كانتور إلى أن إدمان الجنس يمثّل مجموعة متنوعة من المشاكل المتميّزة، بدلاً من ظاهرة أحادية واحدة. يشمل تصنيفه النوعي للأشخاص الذين يبحثون عن العلاج من الإدمان على الجنس: مُفرطي النشاط الجنسي الشاذين جنسيًا، والمستمنيين الاجتنابيين، والزناة المزمنين، والأشخاص المصابين بالذنب الجنسي، وغيرهم.

## وجهات نظره

### التحرّش الجنسي بالأطفال والاستغلال الجنسي للأطفال
على قناة CNN، عبّر كانتور عن رأيٍ مفاده أنه يجب على المجتمع أن يسهّل على الأشخاص الذين ينجذبون جنسيًا إلى الأطفال ولكنهم لم يرتكبوا أيّ جرائم جنسية تلقّي الدعم والمساعدة التي تقيهم من ارتكاب التحرّش. وفقًا لرأيه، فإن الجرائم الجنسية (التحرش الجنسي بالأطفال) هي التي تستحق العقوبات الاجتماعية، وليس عوامل الانجذاب الجنسي (الاشتهاء الجنسي للأطفال). «لا يمكن للمرء أن يختار ألا يكون مولعًا جنسيًا بالأطفال، لكن يمكن للمرء أن يختار ألا يكون متحرّشًا للأطفال».
صرّح كانتور، وفقًا لخبرته، أن المتحرشين بالأطفال الذين يرتكبون جرائم جنسية ضد الأطفال «يفعلون ذلك عندما يسيطر عليهم الشعور اليأس -عندما لا يكون لديهم شيء يخسرونه، لا شيء في حياتهم يستحق الحماية». ويوصي المعالجين باستخدام العلاج السلوكي المعرفي وغيرها من التقنيات لتقليل مشاعر العزلة واليأس، بحيث يمكن للمولعين بالأطفال أن يعيشوا «حياةً مثمرة وخالية من الجرائم».
وقال كانتور في مقابلة: «لا يبدو أننا قادرون على تغيير [الولع بالأطفال]». «الشيء المنطقي الوحيد الذي يمكننا فعله هو مساعدة هؤلاء الناس على أن يعيشوا حياة منتجة وصحية قدر الإمكان. بالنسبة لبعض الناس، هذه هي أساسيات الحياة: عمل منتظم، ومكان للعيش فيه، وحياةٌ آمنة تستحق الحماية وتستحق الالتزام بالقانون... عندما نجعل من المستحيل عليهم العثور على وظيفة أو مكان للعيش فيه، هذا يعني أنه ليس لديهم حياة تستحق الحماية».
صرّح كانتور أن مجموعة المولعين الصالحين بالأطفال على الإنترنت -وهي مجموعة تضمّ أشخاصًا يعشقون الأطفال ويعترفون بوجود اهتمام جنسي بالأطفال، ويتفق أعضاؤها بأن النشاط الجنسي بين البالغين والأطفال هو أمر خاطئ دائمًا وأبدًا- يمكن أن تساعد في منع وقوع الاعتداء الجنسي على الأطفال. وقال إن مثل هذه المواقع تعمل من خلال توفير الدعم للأشخاص الذين لا يستطيعون طلب المساعدة من خلال الوسائل التقليدية خوفًا من التعرّض للشيطنة وإبلاغ الشرطة. ويذكر أن مشتهي الأطفال «يختبرون مشاعر الرغبة والمودّة والحسرة بقوّة مثل أي شخصٍ آخر. إنه ألمٌ عميق ومظلم يدوم طويلاً، ولا يمكنهم أن يخبروا أحد».
رفض كانتور وجود أي صلة بين المثلية واشتهاء الأطفال، قائلًا: «لقد ثبت بقوّة في البحث العلمي أنه لا يوجد أي ارتباط بين كون المرء رجلًا مثليًا وكونه مولعًا جنسيًا بالأطفال». لقد عارض جهارًا حظر مشاركة المثليين علانية في الكشّاف: «في الواقع، إذا علّمنا التاريخ أي شيء، فهو أن البيئة التي تنمّي الشعور بالعار والسرية هي التي تسهل حالات الاعتداء».